# Os24
Os24 – polski parowóz, produkowany w zakładach Fablok w latach 1925–1927. Wzorowany był na austriackich parowozach typu 570, oznaczonych po I wojnie światowej jako typ 113.
W Polsce produkowany w latach 1924–1927 w Fabloku w liczbie 60 sztuk. Pierwszy egzemplarz przekazany został do eksploatacji w grudniu 1925 roku. Parowóz był niezbyt udany, zamówiony do prowadzenia pociągów pospiesznych w dyrekcjach: warszawskiej, krakowskiej, radomskiej i stanisławowskiej. Szybko został przeznaczony do obsługi pociągów osobowych z prędkością około 60 km/h. Przy prowadzeniu pociągów pospiesznych zdarzały się przypadki pęknięcia osi przy przechodzeniu łuków z dużą prędkością, w ruchu osobowym był za ciężki i za silny. W stosunku do pierwowzoru polskie egzemplarze posiadały szereg udoskonaleń, często eksperymentalnych.
W Muzeum Kolejnictwa w Warszawie znajduje się parowóz Os24-7 (przez lata błędnie oznaczony jako Os24-10), nr fabryczny 147, wyprodukowany w 1926 roku.